# CV-170
CV-170 (La Pelejana - Vistabella del Maestrazgo, en valenciano y oficialmente La Pelejana - Vistabella del Maestrat), carretera valenciana que comunica la CV-15 entre Vall d'Alba y Los Ibarzos con el municipio de Vistabella. Es el principal acceso a San Juan de Peñagolosa y al macizo del Peñagolosa.

## Nomenclatura
La carretera CV-170 pertenece a la red de carreteras de la Generalidad Valenciana. Su nombre está formado por las iniciales CV, que indica que es una carretera autonómica de la Comunidad Valenciana, y el 170 es el número que recibe según el orden de nomenclaturas de las carreteras de la CV.

## Recorrido
| Velocidad | Esquema                                          | Esquema | Esquema                                          | Notas |
| --------- | ------------------------------------------------ | ------- | ------------------------------------------------ | ----- |
|           | CV-15 Los Ibarzos Villafranca                    |         | CV-15 Vall d'Alba - Puebla Tornesa Castellón     |       |
|           | Comienzo de la carretera CV-170 km 0             |         | Fin de la carretera CV-170 km 0                  |       |
|           | Puerto de La Bassa (505 m)                       |         | Puerto de La Bassa (505 m)                       |       |
|           | ADZANETA                                         |         | ADZANETA                                         |       |
|           |                                                  |         | CV-165 Useras Costur                             |       |
|           |                                                  |         |                                                  |       |
|           | CV-165 Torre Enbesora Villar de Canes            |         | CV-171 Chodos                                    |       |
|           | ADZANETA                                         |         | ADZANETA                                         |       |
|           | CV-169 Benafigos                                 |         |                                                  |       |
|           | Puerto del Collao / del Vidre (1055 m)           |         | Puerto del Collao / del Vidre (1055 m)           |       |
|           | CV-169 Benafigos                                 |         |                                                  |       |
|           |                                                  |         | Chodos                                           |       |
|           | Tramo sin acondicionar Carretera de alta montaña |         | Tramo sin acondicionar Carretera de alta montaña |       |
|           | Vistabella (1246 m)                              |         | Vistabella (1246 m)                              |       |
|           | VISTABELLA DEL MAESTRAZGO                        |         | VISTABELLA DEL MAESTRAZGO                        |       |
|           | pista forestal                                   |         | San Juan de Peñagolosa                           |       |
|           | Túnel                                            |         | Túnel                                            |       |
|           | Aragón Provincia de Teruel                       |         | Comunidad Valenciana Provincia de Castellón      |       |
|           | Fin de la carretera CV-170 km 48,700             |         | Comienzo de la carretera CV-170 km 48,700        |       |
|           | pista forestal Puertomingalvo                    |         |                                                  |       |

- Datos: Q5737582